# Cystein
Cystein (förkortas Cys eller C) är en av de 20 aminosyrorna som är byggstenar i proteiner. Den tillhör gruppen polära, hydrofila aminosyror. Det är en av två aminosyror som innehåller svavel, den andra är metionin. 
I den genetiska koden kodas cystein av två kodon: UGU och UGC.
Två cysteiner kan oxideras och bilda en svavelbrygga som tvärbinder peptidkedjor; dessa stabiliserar ofta proteiner. Cysteinets sidokedja innehåller en sulfhydrylgrupp som gör den reaktiv. Två cysteinmolekyler kan bilda en disulfidbrygga genom att oxideras och binda till varandra via svavelatomerna. Denna bindning bidrar till proteinets tredimensionella struktur.
Biosyntesen av cystein sker från aminosyran serin genom att en hydroxylgrupp byts ut mot sulfhydryl. För att bilda cystein krävs vitaminet B6, som fungerar som en kosymbions katalysator.

## I människokroppen
Cystein har flera viktiga roller i människokroppen:
- Proteinstabilisering genom disulfidbindningar
- Syraneutraliserande genom glutationproduktion
- Antioxidant, fångar upp fria radikaler via -SH gruppen
- Ingår i produktionen av hudfärgen melanin
- Nödvändig för metallupptagning, t.ex. zink och järn
- Bidrar till neuronsignalering i hjärnan
- Ingår i proteinet keratin som bygger upp hår och naglar

## Brist och toxicitet
Cystein är inte en essentiell aminosyra eftersom den kan syntetiseras i människokroppen. Allvarlig brist är därför ovanligt, men leder till förhöjda nivåer av ammoniak i blodet. Överskott av cystein kan däremot orsaka cysteinuri och cysteinstenar i njurarna.
Cystein finns naturligt i de flesta proteinhaltiga livsmedel som kött, fisk, ägg, mjölkprodukter, nötter, och frön. Tillräckligt intag från en normal varierad kost är vanligtvis tillräckligt för kroppens behov.
Som livsmedelstillsats har cystein E-nummer 920.